# گریپین
گریپین (به ترکی استانبولی: Gripin) یک گروه موسیقی راک ترکی است که در دههٔ ۹۰ تشکیل شده‌است. این گروه در ابتدا با بازخوانی آثار دیگران کار خود را آغاز کرده و از سال ۲۰۰۰ نوشتن آهنگ برای خود را آغاز کرد. گروه اولین آلبوم خود را در سال ۲۰۰۴ توسط شرکت GRGDN منتشر کرد.

## اعضا

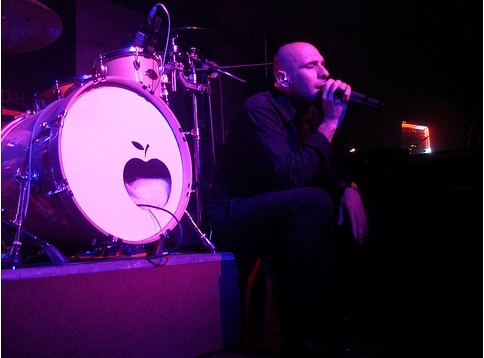
بیرول نام‌اوغلو

- بیرول نام‌اوغلو[۱] - وکال
- ایلکر باریچ[۲] - درامز
- مورات باشدوغان[۳] - گیتار
- اورن گولچیگ[۴] - گیتار بیس
- آردا اینجه‌اوغلو[۵] - کیبورد

## آلبوم‌ها
- Hikayeler Anlatıldı (حکایت‌ها گفته‌شد) - ۲۰۰۴
- Hikayeler Anlatıldı 2 - ۲۰۰۵
- Gripin (گریپین) - ۲۰۰۷